# In Memory of the Walther P38
Pour plus de détails, voir Fiche technique et Distribution.
In Memory of the Walther P38 (ルパン三世『ワルサーP38』 - Rupan Sansei: Warusā P38) est un téléfilm d'animation japonais de la série Lupin III, réalisé par Hiroyuki Yano et diffusé en 1997.

## Synopsis
Lupin enquête sur la rumeur d'une fausse version de l'une de ses cartes téléphoniques lors d'une fête de la haute société. Un groupe d'assassins, la Tarentule, vient gâcher la fête et assassine l'hôte. L'inspecteur Zenigata, enquêtant sur la carte, poursuit Lupin mais finit par être blessé par un Walther P38 en argent. Lupin, apercevant le pistolet familier, est déterminé à venger non seulement Zenigata, mais aussi une partie de son passé.

## Fiche technique
- Titre : In Memory of the Walther P38
- Titre original : ルパン三世『ワルサーP38』 - Rupan Sansei : Warusā P38
- Réalisation : Hiroyuki Yano
- Scénario : Shoji Yonemura d'après Monkey Punch
- Direction de l'animation :
- Direction artistique :
- Direction de la photographie :
- Production : Toshio Nakatani, Yasumichi Ozaki
- Production exécutive :
- Société de production : Nippon Television Network Corporation et TMS Entertainment
- Musique : Yuji Ohno
- Pays d'origine : Japon
- Langue : japonais
- Genre : Policier
- Durée : 90 minutes
- Première date de diffusion :  1er août 1997

## Distribution
- Lupin III : Kanichi Kurita
- Daisuke Jigen : Kiyoshi Kobayashi
- Goemon Ishikawa : Makio Inoue
- Fujiko Mine : Eiko Masuyama
- Koichi Zenigata : Gorō Naya

## Autour du film
- C'est le 9e téléfilm de Lupin III.